# Stolzenbergerhof
Stolzenbergerhof ist ein Ortsteil der Gemeinde Bayerfeld-Steckweiler im Donnersbergkreis in Rheinland-Pfalz. Er ist aus einem Hofgut der Herren zu Falkenstein entstanden.

## Lage
Stolzenbergerhof liegt am rechten Ufer der Alsenz rund 400 m Luftlinie von Bayerfeld-Steckweiler entfernt und 140 m oberhalb des Ortskerns auf einem Bergplateau. Zwei der heute noch bestehenden Gebäude sind als Kulturdenkmal unter Schutz gestellt.

## Geschichte
Zur 1471 völlig zerstörten Burg Stolzenberg nahe der heutigen Gemeinde Bayerfeld-Steckweiler gehörte ein größeres Hofgut. Es war als Teil des Stolzenburger Amtes der Grafschaft Falkenstein im Besitz der Herzöge von Pfalz-Zweibrücken und der Herren zu Falkenstein. Es existiert eine Bestätigung eines Erbbestandsbriefs, die von Herzog Gustav Samuel Leopold von Zweibrücken am 12. Februar 1720 unterzeichnet wurde. Hierin werden die Pächter Gerhard Bumb und Johannes Krebs genannt, deren Familien seit 1689 dort ansässig waren.
Nach einem Gemeindeverzeichnis aus dem Jahr 1868 hatte der Ort seinerzeit 49 Einwohner (33 Katholiken, 18 Protestanten) und 21 Gebäude.